# Le Cercle blanc
Pour plus de détails, voir Fiche technique et Distribution.
Le Cercle blanc (The White Circle) est un film muet américain réalisé par Maurice Tourneur et sorti en 1920.

## Synopsis
Ayant mis en danger sa propre vie en ayant parié avec des fonds appartenant aux Carbonari, une société secrète italienne, le banquier londonien Bernard Huddlestone fait appel à Northmour, un aventurier, pour le protéger. Northmour emmène Huddlestone et sa fille Clara dans son château en Écosse, mais demande en retour la main de Clara. Cependant Clara rencontre Frank Cassilis, un vieil ennemi de Northmour, et en tombe amoureuse. Toutefois, lorsque les Carbonari trouvent la cachette d'Huddlestone et s'attaquent au château, les fugitifs s'allient pour les combattre. Réalisant que seule sa mort apaisera les assaillants, Huddlestone sort du château et se sacrifie. Northmour décide finalement que le mariage est trop monotone et renonce à Clara.

## Fiche technique
- Titre original : The White Circle
- Titre français : Le Cercle blanc
- Réalisation : Maurice Tourneur
- Scénario : John Gilbert, Jules Furthman, d'après la nouvelle Le Pavillon sur la lande (The Pavilion on the Links) de Robert-Louis Stevenson
- Direction artistique : Floyd Mueller
- Photographie : Alfred Ortlieb, Charles Rosher
- Production : Maurice Tourneur
- Société de production : Maurice Tourneur Productions
- Société de distribution : Famous Players-Lasky Corporation
- Pays de production :  États-Unis
- Langue originale : anglais
- Format : noir et blanc — 35 mm — 1,37:1 — Muet
- Genre : drame
- Durée : 50 minutes
- Date de sortie :
  - États-Unis : 15 août 1920
- Licence : domaine public

## Distribution
- Spottiswoode Aitken : Bernard Huddlestone
- Janice Wilson : Clara Huddlestone
- Harry Northrup : Northmour
- John Gilbert : Frank Cassilis
- Wesley Barry : Ferd
- Jack McDonald : Gregorio